# Качур Павло Степанович
Павло́ Степа́нович Ка́чур (нар. 8 грудня 1953, село Сосулівка, Чортківський район, Тернопільська область) — український політик.

## Освіта
У 1980 році закінчив Львівський державний університет, факультет прикладної математики і механіки, механік. У 1994 році закінчив Інститут державного управління і самоврядування при Кабінеті Міністрів України, магістр державного управління.
Кандидат фізико-математичних наук.

### Трудова діяльність
- Серпень 1971 — травень 1972 — слюсар Чортківського ремонтного заводу, Тернопільська область.
- Травень 1972 — травень 1974 — служба в Збройних Силах.
- Серпень — вересень 1974 — слюсар Чортківського ремонтного заводу.
- Вересень — грудень 1974 — робітник Чортківського БМУ № 14.
- Грудень 1974 — вересень 1980 — студент Львівського державного університету.
- Жовтень 1980 — квітень 1990 — інженер, молодший науковий співробітник, науковий співробітник Фізико-механічного інституту АН УРСР.
- Квітень 1990 — серпень 1993 — заступник голови Львівської міської ради народних депутатів. Член РУХу, член Комітету підтримки Литви.
- Вересень 1993 — вересень 1994 — слухач Інституту державного управління і самоврядування при Кабінеті Міністрів України, місто Київ.
- Вересень 1994 — травень 1996 — перший заступник голови міського виконавчого комітету, директор департаменту Львівської міської ради народних депутатів.
- Червень 1996 — березень 1999 — заступник виконавчого директора Асоціації міст України, місто Київ.
- Березень 1999 — березень 2000 — заступник виконавчого директора — керівник центру співпраці міст Асоціації міст України, місто Київ.
- 9 березня 2000 — 30 травня 2001 року — радник Прем'єр-міністра України Віктора Ющенка[1][2].
- Вересень 2001 — квітень 2002 — віце-президент Всеукраїнської спілки громадських організацій «Асоціація агенцій регіонального розвитку України», місто Київ.
- 11 червня 2002 — 6 жовтня 2005 — народний депутат України 4-го скликання від Блоку Віктора Ющенка «Наша Україна», округ № 117, Львівська область. Член Комітету з питань бюджету.[3], повноваження достроково припинені 6 жовтня 2005 року[4].
- 28 вересня 2005 — 4 серпня 2006 — Міністр будівництва, архітектури та житлово-комунального господарства України в уряді Юрія Єханурова у 2005—2006 рр[5][6].
- 30 жовтня 2006 — 26 грудня 2006 року — радник Президента України[7][8].
- 26 грудня 2006 — 7 квітня 2008 року — голова Сумської обласної державної адміністрації[9][10].
- 25 травня 2007 — 21 січня 2008 — входить до складу Ради національної безпеки і оборони України[11][12].
- 20 березня 2008 — 2 квітня 2010 — член Національної ради з питань взаємодії органів державної влади та органів місцевого самоврядування[13][14].
- Червень 2008 — виконавчий директор альянсу «Нова енергія України».
- З 2 жовтня 2012 року віце-президент Торгово-промислової палати Італії в Україні.

Автор понад 20 праць з проблем механіки деформівного твердого тіла.
Президент Асоціації агентств регіонального розвитку України, був членом партії Народний Союз «Наша Україна», член Ради партії (до цього був членом Центрального проводу та Політради Народного руху України. Делегат Установчого з'їзду НРУ. Син, Роман Качур, Працював на численних державних посадах, У тому числі у Київській державній адміністрації за часів мера Попова. Після роботи у міністерстві фінансів України, у 2016 р. був направлений міністром економіки Степаном Кубівим Представляти Україну у світовому банку, де і працює по сьогоднішній день.

## Відзнаки і нагороди
- 16 травня 2000 року присвоєно 3 ранг державного службовця[16].
- 24 травня 2005 року присвоєно звання почесного громадянина Мукачева[17][18].
- 23 серпня 2005 року нагороджений орденом «За заслуги» ІІІ ступеня[19].
- 2 листопаду 2006 року присвоєно 1 ранг державного службовця[20].